# Bahnhof Niederstetten
Der Bahnhof Niederstetten ist eine Betriebsstelle der Bahnstrecke Crailsheim–Königshofen. Er liegt in Niederstetten im Main-Tauber-Kreis in Baden-Württemberg.

## Geschichte
Der Bahnhof wurde um 1870 errichtet. Im Jahre 2014 wurde das sanierungsbedürftige Sandsteingebäude bei einer Versteigerung in Berlin für das Mindestgebot von 48.000 Euro an eine Privatperson aus Niederstetten verkauft.
Ab 2015 fanden umfangreiche Umbauarbeiten im Bahnhof und Stellwerk statt. 2019 erhielt der Bahnhof ein modernes Zentralstellwerk.

## Anlagen
Der Bahnhof verfügt heute noch über zwei Bahnsteiggleise, wobei das erste einen Seitenbahnsteig (Hausbahnsteig) hat, das zweite einen Zwischenbahnsteig. Die ehemaligen Ladegleise südlich und nördlich des Empfangsgebäudes sind abgebaut und das Gelände ist teilweise überbaut. Im Norden des Bahnhofs existiert noch ein Nebengleis, welches über ein Ausziehgleis angeschlossen ist. 

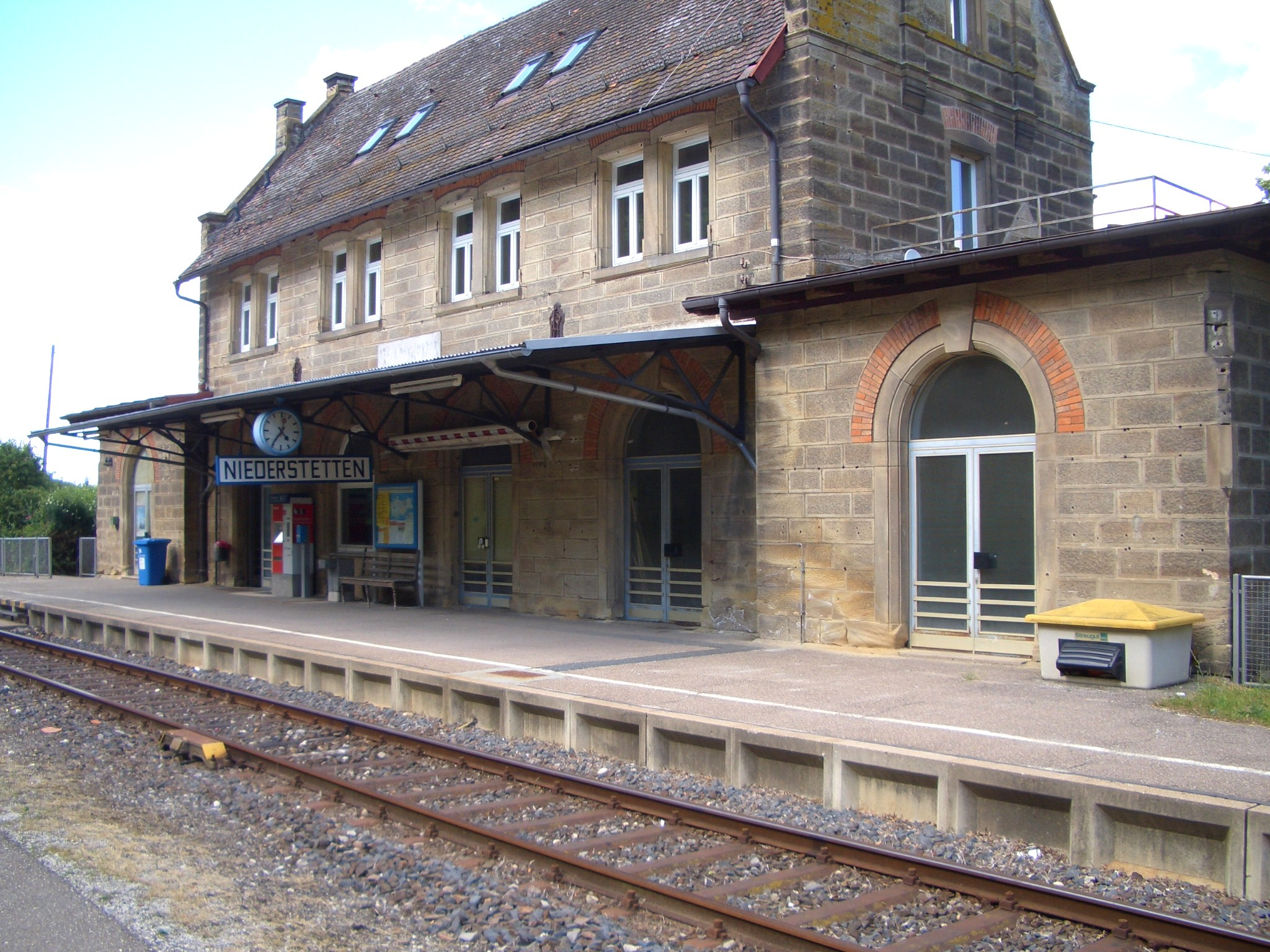
Empfangsgebäude (2013)
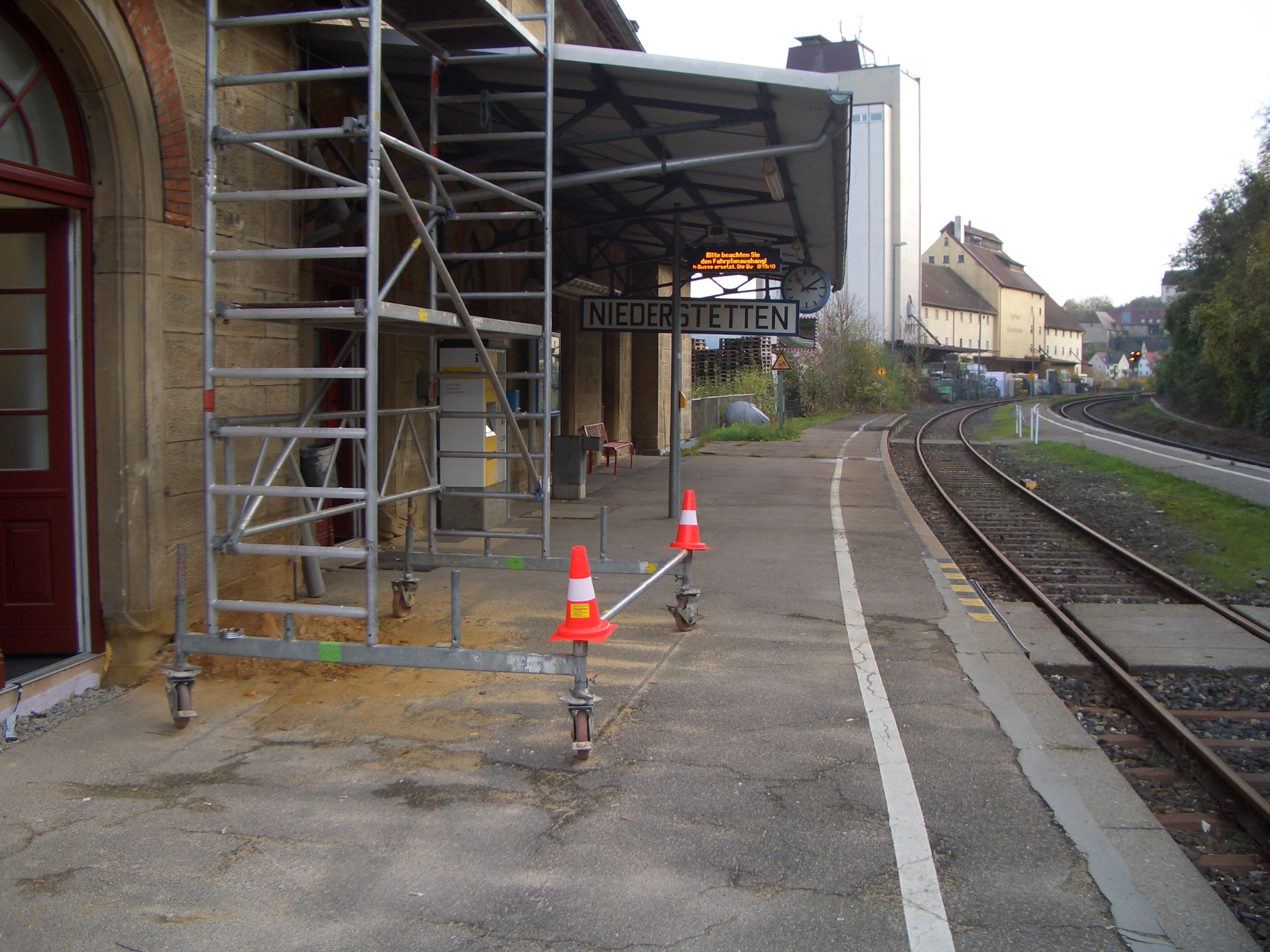
Baustelle Niederstetten, 2019
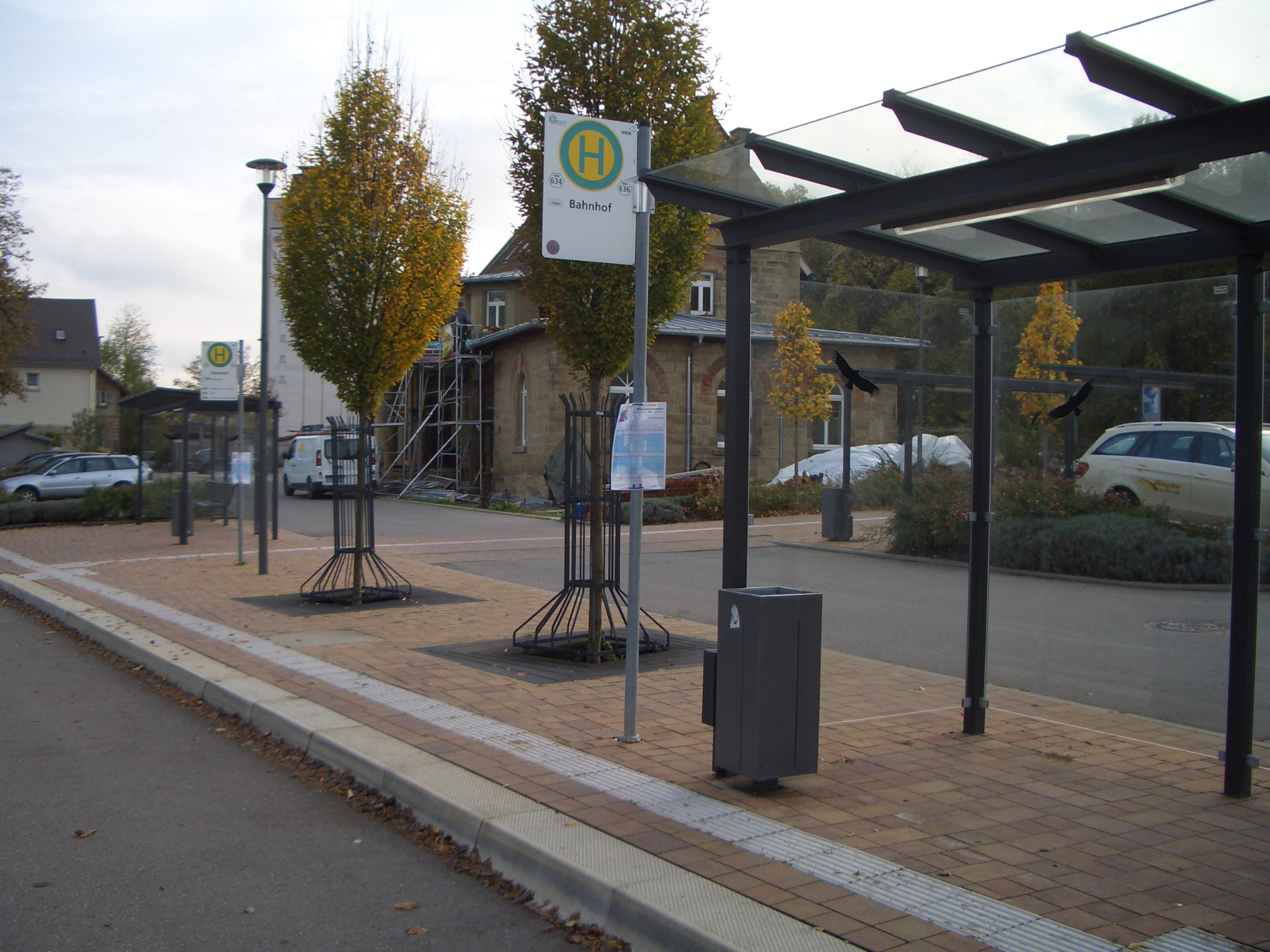
Bushaltestellen vor dem Bahnhof

## Denkmalschutz
Das ehemalige Empfangsgebäude befindet sich in der Bahnhofstraße 1 und steht unter Denkmalschutz. Es handelt sich um einen Massivbau mit Seitenflügeln und mittlerer, polygonal vorspringender offener Säulenvorhalle. Das Gebäude ist Teil der Sachgesamtheit Bahnstrecke Bad Mergentheim–Crailsheim: Württembergische Taubertalbahn mit Bahnhöfen, Nebengebäuden, Brücken, Gleisanlagen und sämtlichem stationärem und beweglichem Zubehör.